# Badminton-Südamerikameisterschaft 2019
Die Badminton-Südamerikameisterschaft 2019 fand vom 21. bis zum 30. November 2019 in Guayaquil in Ecuador statt.

## Sieger und Platzierte
| Disziplin    | Gold | Silber | Bronze |
| ------------ | --- | --- | --- |
| Herreneinzel | Artur Silva Pomoceno | Donnians Lucas Oliveira | Nicolás Macías |
| Herreneinzel | Artur Silva Pomoceno | Donnians Lucas Oliveira | Daniel La Torre |
| Dameneinzel  | Daniela Macías | Fernanda Saponara Rivva | Jackeline Silva Luz |
| Dameneinzel  | Daniela Macías | Fernanda Saponara Rivva | Inés Castillo |
| Herrendoppel | Daniel La Torre Diego Subauste | José Guevara Diego Mini | Cristian Araya Ivan Leon But                                                                                                  |
| Herrendoppel | Daniel La Torre Diego Subauste | José Guevara Diego Mini | Mateus Carrijo Cutti Alisson de Souza Vasconcellos                                                                            |
| Damendoppel  | Daniela Macías Dánica Nishimura | Monaliza Bezerra Feitosa Lorena Silva Costa Vieira | Mariana Pedrol Freitas Bianca Oliveira Lima                                                                                   |
| Damendoppel  | Daniela Macías Dánica Nishimura | Monaliza Bezerra Feitosa Lorena Silva Costa Vieira | Inés Castillo Ines Alejandra Mendoza                                                                                          |
| Mixed        | Diego Mini Dánica Nishimura | Daniel La Torre Daniela Macías | Matheus Voigt Bianca Oliveira Lima                                                                                            |
| Mixed        | Diego Mini Dánica Nishimura | Daniel La Torre Daniela Macías | José Guevara Inés Castillo |
| Teams        | Peru José Guevara Nicolas Macías Diego Mini Santiago de la Oliva Diego Subauste Daniel La Torre Inés Castillo Daniela Macías Inés Mendoza Dánica Nishimura Fernanda Saponara Rivva | Brasilien João Bajer Jonatas Carvalho Felipe Cury Mateus Cutti Igor Ibrahim Marcelo Bosa Oliveira Alisson de Souza Vasconcellos Matheus Voigt Jeisiane Alves Monaliza Feitosa Mariana Pedrol Freitas Bianca de Oliveira Lima Jackeline Luz Rosalina de Souza Lorena Vieira | Argentinien Sebastián Contro Mateo Delmastro Mateo Maira Nicolas Oliva Santiago Otero Iona Gualdi Ailén Oliva Yovela Petrucci |

## Teams

### Gruppe A
| Platz | Team        | Pld | W | L | MF | MA | MD  | GF | GA | GD  | PF  | PA  | PD   | Pts | Qualifikation  |
| ----- | ----------- | --- | - | - | -- | -- | --- | -- | -- | --- | --- | --- | ---- | --- | -------------- |
| 1     | Peru        | 2   | 2 | 0 | 10 | 0  | +10 | 20 | 0  | +20 | 420 | 208 | +212 | 2   | Knockout stage |
| 2     | Argentinien | 2   | 1 | 1 | 3  | 7  | −4  | 6  | 15 | −9  | 306 | 398 | −92  | 1   | Knockout stage |
| 3     | Ecuador     | 2   | 0 | 2 | 2  | 8  | −6  | 5  | 16 | −11 | 289 | 409 | −120 | 0   |                |

### Gruppe B
| Platz | Team      | Pld | W | L | MF | MA | MD | GF | GA | GD  | PF  | PA  | PD   | Pts | Qualifikation  |
| ----- | --------- | --- | - | - | -- | -- | -- | -- | -- | --- | --- | --- | ---- | --- | -------------- |
| 1     | Brasilien | 2   | 2 | 0 | 9  | 1  | +8 | 18 | 2  | +16 | 423 | 308 | +115 | 2   | Knockout stage |
| 2     | Chile     | 2   | 1 | 1 | 4  | 6  | −2 | 8  | 13 | −5  | 357 | 405 | −48  | 1   | Knockout stage |
| 3     | Kolumbien | 2   | 0 | 2 | 2  | 8  | −6 | 5  | 16 | −11 | 345 | 412 | −67  | 0   |                |

### Endrunde
|  | Halbfinale | Halbfinale  | Halbfinale |   |      | Finale           | Finale           | Finale           |
|  |            |             |            |   |      |                  |                  |                  |
|  |            |             |            |   |      |                  |                  |                  |
|  | 1          | Peru        | 3          |   |      |                  |                  |                  |
|  | 3          | Chile       | 0          |   |      |                  |                  |                  |
|  |            |             |            | 1 | Peru | 3                |                  |                  |
|  |            |             |            |   | 2    | Brasilien        | 2                |                  |
|  | 4          | Argentinien | 0          |   |      |                  |                  |                  |
|  | 2          | Brasilien   | 3          |   |      | Spiel um Platz 3 | Spiel um Platz 3 | Spiel um Platz 3 |
|  |            |             |            |   |      | 3                | Chile            | 0                |
|  | 4          | Argentinien | 3          |   |      |                  |                  |                  |
|  |            |             |            |   |      |                  |                  |                  |